# عارف الريس
عارف الريس (1928 - 2005) كان رسام لبناني، ولد في عاليه، جبل لبنان، بدأ حياته المهنية كفنان علمي في عام 1948، عاش في أفريقيا لسنوات عديدة سافر خلالها بين السنغال وباريس، وفي باريس انضم إلى استوديوهات فرناند ليجر وأندريه لوت ومارسيل مارسو وأوسيب زادكين أثناء دراسته في أكاديمية دي لا غراندي شوميير.
في 1957 عاد إلى لبنان ولكنه غادر مرة أخرى إلى فلورنسا في عام 1959 بمنحة دراسية من الحكومة الإيطالية، وعاش في روما من 1960 إلى 1963 حيث ذهب للدراسة والعرض، في عام 1963 عاد إلى لبنان.

## مزادات
في أكتوبر 2007 تم اقتراح لوحة متاهات الألفية بمبلغ يتراوح بين 30,000 - 35000 دولار ووصلت إلى 37000 دولار. وفي العام التالي عرضت Human، Time and Machine بمبلغ يتراوح بين 60 و80 ألف دولار وتم بيعها بـ 62,500 دولار.

## المنشورات
يمكن العثور على معظم المنشورات مع ابنته هالة عارف الريس، وعدد قليل في مكتبة "RectoVerso" المخصصة لأرتس في لبنان.
- 2012 - Art Lebanon (ردمك 978-9953-0-2420-2)
- 2004 - «الليل الطويل والكلمة» (The Long Night and The Word) OCLC Number: 64576609
- 2003 - «الأيام الرمادية: علوان، عروف، حوار» (الأيام الرمادية: الألوان، الحروف، الصور) كتب رياض الريس - (ردمك 9953211426) (ردمك 9789953211428)
- 2001 - إهداء لابنته «حضورك في غياب الثول» (حضورك في غياب الظل).
- 2000 - «ماتاهات جميلة» (المتاهة الجميلة) نشر نوفل.
- 1999 - مجموعة مختارة من المقابلات «رحلة دخيل الزات» (رحلة داخل نفسي) دار النشر الجديدة.
- 1982 - مائة عام من الفنون التشكيلية في لبنان 1880-1980 Imprimerie Catholique sal، آرايا، لبنان.
- 1976 - «طريق السلام» (الطريق إلى السلام) رسم توضيحي لحرب 1975 في لبنان OCLC رقم: 41596994
- 1972 - بيان نشرته Rayess "Maa 'Man، Wa Dud Man" (مع من وضد من).

## المعارض المختارة

### المعارض الفردية
- Noir et Blanc - Temps et Homme d'Aref Rayess، Espace SD، Beirut، 2002 [3]
- 2001 - Chants du carré - Galerie Janine Rubeiz، بيروت، لبنان
- 1997 - جاليري عالم الفن، بيروت، لبنان
- 1996 - غاليري جانين ربيز، بيروت، لبنان
- 1995 - مركز الثقافات الفرنسية، بيروت، لبنان
- 1993 - Hommage au petit prince، المركز الثقافي الفرنسي، بيروت
- 1979 - غاليري ابروف دارتست، بيروت، لبنان
- 1978 - معرض كاراكاس، فنزويلا
- 1976: غاليري راسيم، الجزائر
- 1975 - غاليري لو بوينت، بيروت، لبنان
- 1973 - زهور شارع المتنبي، غاليري كونتاكت، بيروت، لبنان
- 1972 - غاليري وان، بيروت، لبنان
- 1971 - غاليري مانوج، بيروت، لبنان
- 1969/1970 - دار الفن، بيروت، لبنان
- 1968 - لوريان لو جور، بيروت، لبنان
- 1967 - غاليري وان، بيروت، لبنان
- 1965 - غاليري اكسلسيور، المكسيك
- 1964 - معرض دراسي، نيويورك
- 1964 - غاليري لا ليكورن، بيروت، لبنان
- 1961/1963 - غاليري لا ليكورن، بيروت، لبنان
- 1958/1961 روما، فلورنسا، فينس - إيطاليا
- 1958 - غاليري أليكو ساب، بيروت، لبنان
- 1957 - المركز الثقافي الإيطالي، بيروت، لبنان
- 1954 - داكار، السنغال، إفريقيا
- 1948 - الجامعة الأمريكية في بيروت، القاعة الغربية، لبنان

### المعارض الجماعية
- فن من لبنان، مركز بيروت للمعارض، 2012 [4]

- 1948 - اليونسكو، لبنان
- 1955/1957 - وزارة التربية والتعليم، لبنان
- 1961/1966 - متحف سرسق، لبنان
- 1960 - بينالي ساو باولو، البرازيل
- 1964 - معرض نيويورك العالمي، الولايات المتحدة الأمريكية
- 1967 - بينالي متحف رودان، باريس
- 1968 - المعرض الدولي، نيويورك
- 1974 - بينالي الفنانين العرب، بغداد
- 1979 - وزارة السياحة، لبنان
- 1980 - اليونسكو، لبنان

### مجموعات خاصة
- Musée du Ministère de L'Education Nationale، Lebanon
- متحف سرسق، لبنان
- متحف الفن المعاصر، العراق
- متحف الفن المعاصر، سيري
- المتحف الوطني، الجزائر

### جوائز
- 1955 - جائزة سباق الجائزة الكبرى للدراسات الفنية
- 1957 - جوائز اليونسكو في صالون الطباعة
- 1963 - سباق الجائزة الكبرى الأول والثاني لجامعة كونكورد دي ترافير بوبليكي بور لو باليه دي العدل (الجائزة الأولى والثانية)
- 1965/1966 - جوائز متحف سورسوك للنحت والرسم في صالون داتومين
- 1966 - جائزة بريميير دو دوكسيم دي كونكورس دي سكلبتشر دي كومبليت دي لا سيتا ليبانيز
- 1967 - الجائزة الأولى في جائزة متحف سرسق للرسم في صالون داتومني
- 1982 - جائزة Tarua Europe في روما
- المتحف الوطني، الكويت
- المتحف الوطني الأردني
- متحف جدة، العربي السعودي
- متحف تبوك، العربي السعودي
- متحف مئة قديم، نيويورك، الولايات المتحدة الأمريكية
- متحف روزفلت، فيلادلفيا، الولايات المتحدة الأمريكية
- قصر ليونيسكو، باريس، فرنسا

روابط لإيجاد الكتب: Worldcat
الاتصال هالة عارف الريس: ينكدين

## روابط خارجية
- عارف ريس في مجموعة مقبل الفنية